# Parc Nacional de Girkan
El Parc Nacional de Girkan (àzeri: Hirkan Milli Parkı) és un parc nacional a l'Azerbaidjan. Va ser creada sobre una superfície en 2 divisions administratives el raió de Lənkəran i el raió de Astara el 9 de febrer de 2004 sobre la base d'una antiga reserva estatal creada el desembre de 1936 durant el període soviètic. És una regió muntanyosa completament coberta de boscos primaris, i està estrictament protegida. El seu territori és de 42.797 hectàrees (427,97 quilòmetres quadrats).
El parc nacionalñ Girkan protegeix els boscos subtropicals humits i temperats humits a la zona de la plana de Lenkoran i les muntanyes Talix, protegint moltes espècies d'animals i plantes endèmiques.
L'ecosistema del parc Girkan, pertany a l'ecoregió boscos mixtos hircanos del Caspi (Girkan), una zona d'exuberant plana i boscos (subtropicals i temperats) que cobreixen completament les muntanyes Talix i cobreixen parcialment la plana Lankaran.

## Clima
El parc nacional Girkan normalment té una humitat molt alta i precipitacions al llarg de tot l'any, amb una mitjana de 1.400 mm a 1.600 mm per any a les planes a 1.800 mm per any a les muntanyes. La precipitació anual màxima és la precipitació més alta a l'Azerbaidjan. La reserva estatal Girkan té un clima subtropical humit en la plana, un clima oceànic en les elevacions mitjanes i un clima continental humit al cim de les muntanyes.
La varietat d'elevacions, l'abundant pluviositat, i la presència de boscos primaris donen al parc una inusual riquesa de biota.

## Flora i Fauna
Aquesta àrea conserva moltes espècies de plantes endèmiques, restes del període Terciari que no es van veure afectats per les glaciacions del Pliocè i del Plistocè.
Els boscos hircanos del Caspi (Girkan) tenen 150 espècies endèmiques d'arbres i arbustos de 435 espècies d'arbres i boscos. Algunes espècies endèmiques d'arbres i boscos són, el Buxus hyrcana, Pyrus communis caucàsica, Albizia julibrissin, Quercus castaneifolia, el Diospyros lotus, Gleditsia caspica, Parrotia persica, Ruscus aculeatus, entre molts altres.
Hi ha diverses subespècies endèmiques d'aus, entre les quals són comunes el Poecile hyrcanus, i una subespècie del faisà vulgar (Phasianus colchicus colchicus) pròpia de les muntanyes Talix.
El lleopard de Pèrsia (Panthera pardus saxicolor) subespècie del lleopard, viu a les regions meridionals de l'Azerbaidjan, principalment a les muntanyes Talix, Alt Karabakh i Nakhtxivan. Tot i ocasionals albiraments, no queda clar si els lleopards s'han extingit o no en Azerbaidjan a finals dels noranta fins que un exemple va ser captat per una càmera al març de 2007 a la reserva estatal Girkan.
La part de plana de la reserva estatal de Girkan ("Bosc de Moscou") queda dins de la plana de Lankaran. El bosc de Moscou és l'única part que es conserva del bosc mixt Hircano del Caspi que van cobrir la major part de les terres baixes, que més tard va ser eliminat per a l'agricultura.1, però, un programa de reforestació de la plana, en un lot no boscós designat que és l'única terra no cultivada a la plana, per a (parcialment pel fet que la plana de Lankaran és massa valuosa per la seva productivitat agrícola per Azerbaidjan, per lliurar-la a la reforestació) restaurar l'ecologia al seu estat boscós anterior. Aquest lot es convertirà en el segon bosc a la plana després del Bosc de Moscou i un cop que estigui reforestat, es convertirà en una part addicional de la reserva estatal Girkan a la llanura.
El 2004, es va establir el Parc Nacional de Girkan sobre la base de la reserva estatal.

## Sol·licitud davant la Unesco
Amb el propòsit d'incloure la reserva estatal Girkan i els boscos caspio hircanos (Girkan) respectivament en els programes de la UNESCO llista de llocs Patrimoni de la Humanitat de la UNESCO i reserva de la biosfera, es van substanciar documents des del punt de vista científic i presentats davant el Secretariat de la Unesco.

## Filatèlia

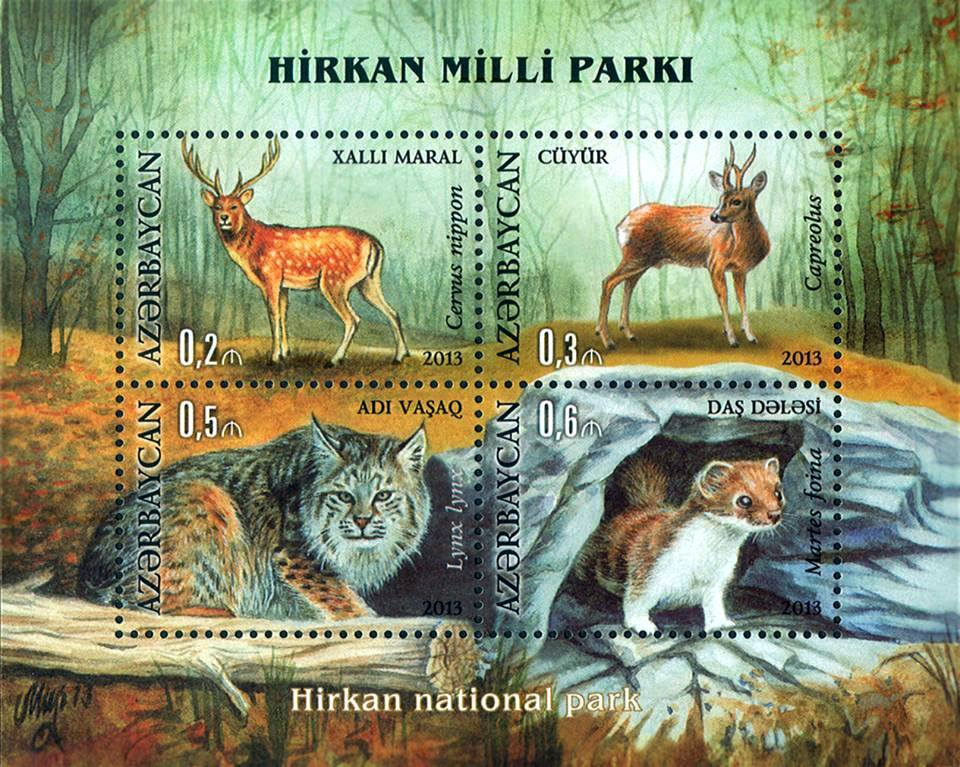
Segells de l'Azerbaidjan, 2013
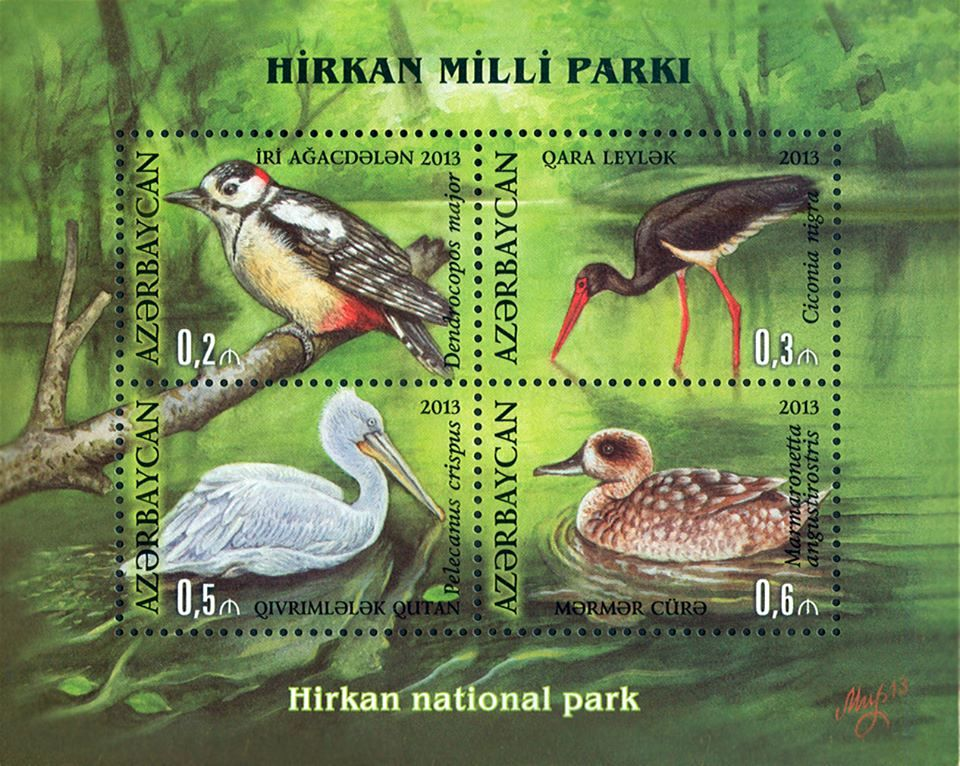
Segells de l'Azerbaidjan, 2013